# Cardiff Bay

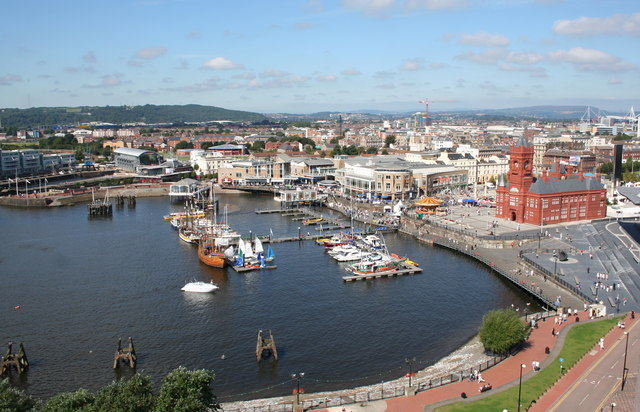
Une vue de la baie de Cardiff, en 2007.

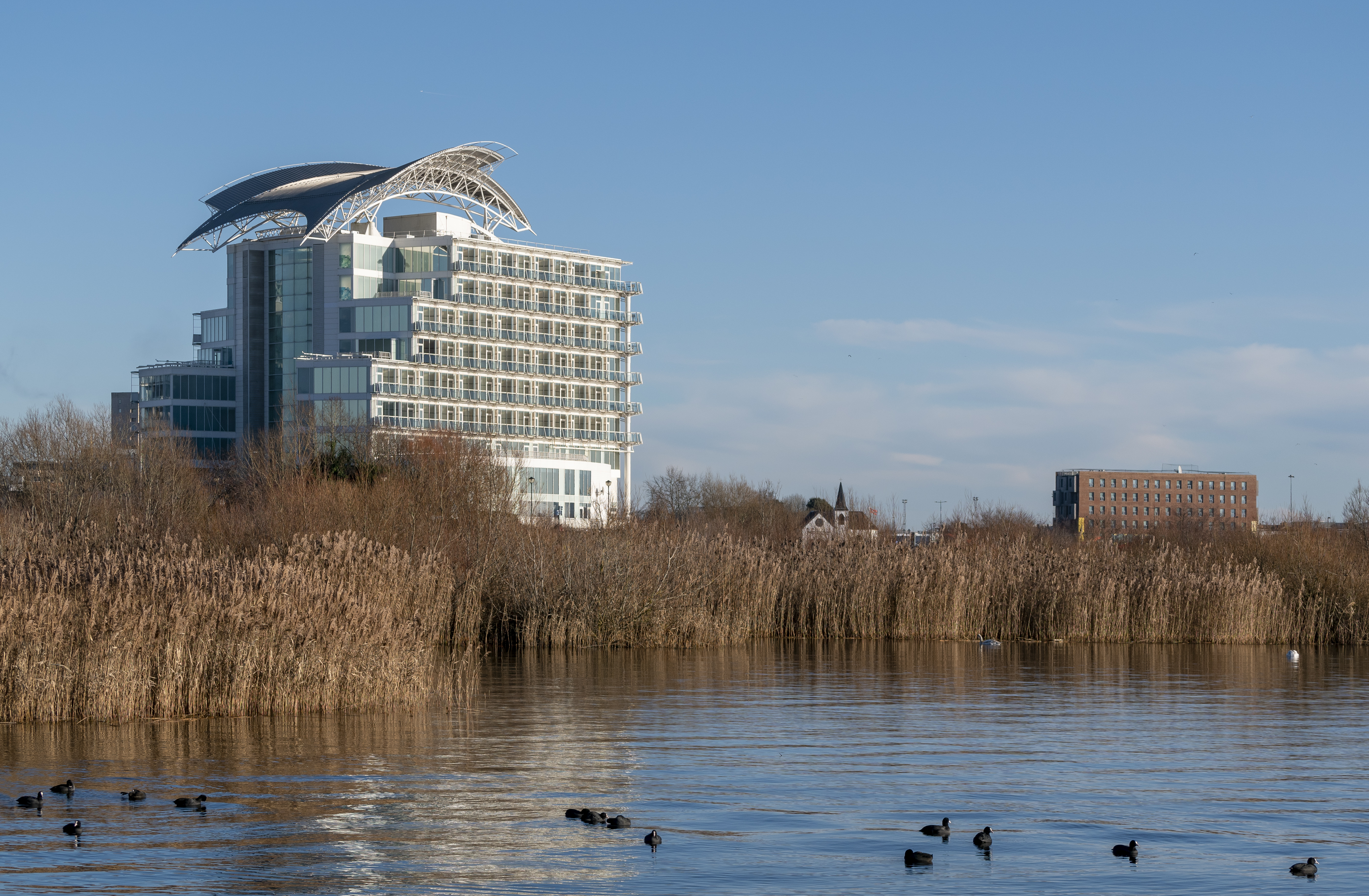
De la Cardiff Bay Wetlands Reserve, le grand bâtiment blanc est le Voco St David's Cardiff Hotel, et le petit au milieu est la Norwegian Church, Cardiff. Quelques Fulica nagent sur l'eau. Janvier 2023.

Cardiff Bay (« Bae Caerdydd » en gallois), parfois appelée la « baie de Cardiff » et surnommée The Bay (« la Baie »), est le nom donné à l’échancrure artificielle située à l’embouchure de l’Ely et de la Taff. Créée par le barrage de Cardiff dans les années 1990 à partir d’une zone portuaire, elle est localisée au sud du centre-ville de Cardiff, la capitale du pays de Galles.
Par métonymie, elle désigne les lieux implantés sur son pourtour, en particulier, s’agissant de la politique galloise, le domaine parlementaire constitué autour du Senedd.